# Epanerchodus fontium
Epanerchodus fontium är en mångfotingart som beskrevs av Karl Wilhelm Verhoeff 1940. Epanerchodus fontium ingår i släktet Epanerchodus och familjen plattdubbelfotingar. Inga underarter finns listade i Catalogue of Life.